# فهرست منابع غذایی دارای فسفر
فهرست زیر شامل منابع غذایی دارای فسفر در گروه‌های لبنیات و مواد غیرلبنی مشابه، تخم ماکیان، خشکبار، حبوبات، غلات، میوه، سبزی و صیفی‌جات، نان، ادویه، آبزیان و همچنین گوشت و اعضای خوراکی در ردهٔ گاو، گوساله، بره، مرغ و ماکیان (به غیر از مرغ) می‌باشد. مقادیر واقعی فسفر در مواد غذایی همانند نان که در کارخانه‌های مختلف یا مشاغل مرتبط در سراسر جهان تولید می‌شود، به دلیل پارامترهای تأثیرگذار متغیر در تولید محصول، احتمال دارد دارای مغایرت‌های قابل توجهی با مقادیر ذکر شده در جدول باشند. مقادیر موجود در جداول بر اساس زیاد به کم فهرست‌بندی شده‌است.
جداول زیر دارای داده‌های متغیر می‌باشد، بدین مفهوم که با گذر زمان ممکن است داده‌هایی به جدول گروه مواد خوراکی، اضافه شده یا حذف گردد لذا در هیچ زمانی نمی‌توان این مقاله را یک مقاله کامل شده قلمداد کرد.

## لبنیات و مواد غیرلبنی مشابه
| ماده غذایی (۱۰۰ گرم)                                                   | فسفر (میلی‌گرم) |
| ---------------------------------------------------------------------- | -------------- |
| آب‌پنیر ترش، خشک شده                                                    | ۱۳۴۹           |
| شیر بدون چربی، خشک (پودر)، فوری (instant)، بدون افرودنی ویتامین آ و دی | ۹۸۵            |
| شیر بدون چربی، خشک (پودر)، معمولی، بدون افرودنی ویتامین آ و دی         | ۹۶۸            |
| آب‌پنیر شیرین، خشک شده                                                  | ۹۳۲            |
| پنیرآمریکایی بی‌چرب                                                     | ۸۲۷            |
| پنیر پارمسان کم سدیم                                                   | ۸۰۷            |
| شیر کامل، خشک (پودر)، بدون افرودنی ویتامین دی                          | ۷۷۶            |
| شیر کامل، خشک (پودر)، غنی شده با ویتامین دی                            | ۷۷۶            |
| پنیر رومانو                                                            | ۷۶۰            |
| ارده، از دانه‌های برشته شده و تفت داده شده (بیشتریت نوع مصرفی)          | ۷۳۲            |
| پنیر پارمسان سفت                                                       | ۶۹۴            |
| کره تخمه آفتابگردان، دارای نمک                                         | ۶۶۶            |
| پنیر موتزارلا، بدون چربی                                               | ۶۵۶            |
| پنیر آمریکایی پاستوریزه بدون ویتامین دی افزودنی                        | ۶۴۱            |
| پنیر پارمسان رنده شده                                                  | ۶۲۷            |
| پنیر سوئیسی کم چرب                                                     | ۶۰۵            |
| پنیر سوئیسی کم سدیم                                                    | ۶۰۵            |
| پنیر سوئیسی                                                            | ۵۷۴            |
| پنیر گودا                                                              | ۵۴۶            |
| پنیر ادامر                                                             | ۵۳۶            |
| کره بادام، ساده، دارای نمک                                             | ۵۰۸            |
| پنیر زیره                                                              | ۴۹۰            |
| پنیر چدار                                                              | ۴۵۵            |
| بلوچیز                                                                 | ۳۸۷            |
| پنیر موتزارلا تهیه شده با شیر کامل                                     | ۳۵۴            |
| پنیر کامامبر                                                           | ۳۴۷            |
| پنیر فتا                                                               | ۳۳۷            |
| کره بادام زمینی، نوع نرم، دارای نمک                                    | ۳۳۵            |
| کره بادام زمینی، دارای تکه‌های خرد شده ریز، دارای نمک                   | ۳۱۹            |
| پنیر آمریکایی بی‌چرب                                                    | ۳۱۶            |
| پودر جایگزین خامه                                                      | ۲۸۸            |
| پنیر کوتاژ خامه‌ای                                                      | ۱۵۹            |
| شیر گوسفند                                                             | ۱۵۸            |
| ماست ساده بدون چربی                                                    | ۱۵۷            |
| پنیر ریکوتا، تهیه شده با شیر کامل                                      | ۱۵۴            |
| پنیر کوتاژ کم‌چرب، دو درصد چربی                                         | ۱۵۰            |
| ماست ساده کم‌چرب                                                        | ۱۴۴            |
| ماست یونانی کم چرب                                                     | ۱۳۷            |
| ماست یونانی بدون چربی                                                  | ۱۳۵            |
| ماست یونانی تهیه شده از شیر کامل                                       | ۱۳۵            |
| پنیر کوتاژ کم‌چرب، یک درصد چربی                                         | ۱۳۵            |
| خامه نارگیل (مایع چلانده شده از گوشت رنده شده نارگیل)                  | ۱۲۲            |
| شیر گاومیش هندی                                                        | ۱۱۷            |
| شیر بز، غنی شده با ویتامین دی                                          | ۱۱۱            |
| بستنی شکلاتی                                                           | ۱۰۷            |
| پنیر خامه‌ای                                                            | ۱۰۷            |
| کفیر ساده کم چرب، برند لایف‌وی (LIFEWAY)                                | ۱۰۵            |
| بستنی وانیلی                                                           | ۱۰۵            |
| شیر، نوشیدنی شکلات، کاکائو داغ، خانگی                                  | ۱۰۵            |
| شیر کاکائو کم‌چرب، کارخانه‌ای، غنی شده با ویتامین آ و دی                 | ۱۰۲            |
| شیر کاکائو از شیر کامل، کارخانه‌ای، غنی شده با ویتامین آ و دی           | ۱۰۱            |
| شیر بدون چربی                                                          | ۱۰۱            |
| شیر بدون چربی، غنی شده با ویتامین آ و دی                               | ۱۰۱            |
| شیر کاکائو بدون چربی، غنی شده با ویتامین آ و دی                        | ۱۰۱            |
| شیر نارگیل طبیعی (شیر چلانده شده از مایع و گوشت رنده شده نارگیل)       | ۱۰۰            |
| بستنی توت‌فرنگی                                                         | ۱۰۰            |
| شیرکاکائو کم چربی، غنی شده با ویتامین آ و دی                           | ۹۶             |
| ماست ساده، تهیه شده از شیر کامل                                        | ۹۵             |
| شیر یک درصد چربی                                                       | ۹۵             |
| شیر یک درصد چربی، غنی شده با ویتامین آ و دی                            | ۹۵             |
| شیر دو درصد چربی                                                       | ۹۲             |
| شیر دو درصد چربی، غنی شده با ویتامین آ و دی                            | ۹۲             |
| شیر کم سدیم                                                            | ۸۶             |
| شیر با چربی کامل (۳/۲ درصد چربی)                                       | ۸۴             |
| شیر با چربی کامل (۳/۲ درصد چربی)، غنی شده با ویتامین دی                | ۸۴             |
| خامه ترش، پرورشی                                                       | ۷۶             |
| مایه جایگزین خامه، لایت                                                | ۷۵             |
| خامه ترش، لایت                                                         | ۷۱             |
| شیر سویا، اورجینال و وانیلی، بدون مواد افزودنی                         | ۵۲             |
| شیر کاکائو سویا، بدون مواد افزودنی                                     | ۵۱             |
| کره دارای نمک                                                          | ۲۴             |
| کره بی نمک                                                             | ۲۴             |
| شیر انسان                                                              | ۱۴             |

## تخم ماکیان
| ماده غذایی (۱۰۰ گرم)                  | فسفر (میلی‌گرم) |
| ------------------------------------- | -------------- |
| زرده تخم‌مرغ، خشک شده                  | ۱۰۴۰           |
| تخم‌مرغ کامل، خشک شده                  | ۶۲۹            |
| پودر جانشین تخم‌مرغ                    | ۴۷۸            |
| زرده تخم مرغ، خام                     | ۳۹۰            |
| تخم بلدرچین، خام                      | ۲۲۶            |
| تخم اردک، خام                         | ۲۲۰            |
| تخم‌مرغ کامل، سرخ‌شده                   | ۲۱۵            |
| تخم غاز، خام                          | ۲۰۸            |
| تخم‌مرغ کامل، خام                      | ۱۹۸            |
| تخم‌مرغ کامل، پخته به روش تنگاب‌پز      | ۱۹۷            |
| تخم‌مرغ کامل، آب‌پز سفت (Hard Boiled)   | ۱۷۲            |
| تخم بوقلمون، خام                      | ۱۷۰            |
| تخم‌مرغ کامل، پخته به روش املت         | ۱۶۷            |
| تخم‌مرغ کامل، پخته به روش تخم‌مرغ هم‌زده | ۱۶۵            |
| سفیده تخم‌مرغ، خشک شده                 | ۱۱۱            |
| سفیده تخم‌مرغ، خام                     | ۱۵             |

## خشکبار
| ماده غذایی (۱۰۰ گرم)                      | فسفر (میلی‌گرم) |
| ----------------------------------------- | -------------- |
| تخم‌کدو، مغز، خشک‌شده                       | ۱۲۳۳           |
| تخم‌کدو نمکی، مغز، برشته‌شده                | ۱۱۷۴           |
| تخمه آفتاب‌گردان، مغز، برشته‌شده به روش خشک | ۱۱۵۵           |
| تخمه آفتاب‌گردان، مغز، برشته‌شده با روغن    | ۱۱۳۹           |
| تخم هندوانه، مغز، خشک‌شده                  | ۷۵۵            |
| تخمه آفتاب‌گردان، مغز، خشک‌شده              | ۶۶۰            |
| تخم کتان                                  | ۶۴۲            |
| دانه کنجد کامل، برشته‌شده                  | ۶۳۸            |
| دانه کنجد کامل، خشک‌شده                    | ۶۲۹            |
| بادام هندی خام                            | ۵۹۳            |
| دانه کاج خشک‌شده                           | ۵۷۵            |
| بادام هندی، برشته‌شده با روغن              | ۵۳۱            |
| گردو سیاه، خشک‌شده                         | ۵۱۳            |
| پسته خام                                  | ۴۹۰            |
| بادام هندی، برشته‌شده به روش خشک           | ۴۹۰            |
| بادام                                     | ۴۸۱            |
| بادام، برشته‌شده به روش خشک                | ۴۷۱            |
| پسته، برشته‌شده به روش خشک                 | ۴۶۹            |
| بادام، برشته‌شده با روغن                   | ۴۶۶            |
| بادام زمینی، برشته‌شده با روغن             | ۳۹۷            |
| بادام زمینی                               | ۳۷۶            |
| بادام زمینی، برشته‌شده به روش خشک          | ۳۶۳            |
| گردو                                      | ۳۴۶            |
| فندق، برشته‌شده به روش خشک                 | ۳۱۰            |
| فندق                                      | ۲۹۰            |
| بادام زمینی، پخته به روش آب‌پز             | ۱۹۸            |
| شاه‌بلوط اروپایی، برشته‌شده                 | ۱۰۷            |
| کشمش طلایی رنگ، بی‌دانه                    | ۱۰۱            |
| کشمش سیاه بی‌دانه                          | ۹۸             |
| تخم کدو کامل، برشته‌شده                    | ۹۲             |
| آلو بخارا، نپخته                          | ۶۹             |
| انجیر خشک‌شده                              | ۶۷             |
| شاه‌بلوط اروپایی، خام، بی‌پوست              | ۳۸             |

## حبوبات
| ماده غذایی (۱۰۰ گرم)                  | فسفر (میلی‌گرم) |
| ------------------------------------- | -------------- |
| سویا، خام                             | ۷۰۴            |
| سویا، تفت داده شده به صورت خشک        | ۶۴۹            |
| سویا، تفت داده شده، فاقد نمک افزودنی  | ۳۶۳            |
| سویا پخته، آب‌پز، بی نمک               | ۲۴۵            |
| عدس پخته، آب‌پز                        | ۱۸۰            |
| لوبیا سفید کوچک پخته، آب‌پز            | ۱۶۹            |
| نخود پخته، آب‌پز                       | ۱۶۸            |
| لوبیا چشم‌بلبلی پخته، آب‌پز             | ۱۵۶            |
| لوبیا سیاه لاک‌پشتی پخته، آب‌پز         | ۱۵۲            |
| لوبیا چیتی پخته، آب‌پز                 | ۱۴۷            |
| لوبیا سفید ریز (Navy bean) پخته، آب‌پز | ۱۴۴            |
| لوبیا سیاه پخته، آب‌پز                 | ۱۴۰            |
| لوبیا سفید پخته، آب‌پز                 | ۱۱۳            |
| لپه پخته، آب‌پز                        | ۹۹             |

## غلات و مواد غذایی مرتبط
| ماده غذایی (۱۰۰ گرم)                          | فسفر (میلی‌گرم) |
| --------------------------------------------- | -------------- |
| سبوس برنج، خام                                | ۱۶۷۷           |
| سبوس گندم، خام                                | ۱۰۱۳           |
| گیاهک گندم (آرد جوانه گندم)، خام              | ۸۴۲            |
| آرد کنجد، پرچرب                               | ۸۰۷            |
| آرد کنجد، کم چرب                              | ۷۵۷            |
| سبوس جو دوسر                                  | ۷۳۴            |
| آرد سویا، کم‌چرب                               | ۶۷۵            |
| آرد سویا، فاقد چربی                           | ۶۷۴            |
| جو دوسر                                       | ۵۲۳            |
| گندم دوروم                                    | ۵۰۸            |
| آرد سویا، پرچرب                               | ۴۹۴            |
| آرد جو دوسر                                   | ۴۵۲            |
| آرد گندم از دانه کامل                         | ۳۵۷            |
| آرد برنج قهوه‌ای                               | ۳۳۷            |
| آرد نخودچی                                    | ۳۱۸            |
| آرد مالت جو                                   | ۳۰۳            |
| آرد جو                                        | ۲۹۶            |
| آرد ذرت زرد تهیه شده از دانه کامل ذرت         | ۲۷۲            |
| آرد ذرت سفید تهیه شده از دانه کامل ذرت        | ۲۷۲            |
| جو پوست کنده                                  | ۲۶۴            |
| آرد سیب‌زمینی                                  | ۱۶۸            |
| سبوس جو دوسر، پخته                            | ۱۱۹            |
| برنج قهوه‌ای دانه بلند، پخته                   | ۱۰۳            |
| آرد برنج سفید                                 | ۹۸             |
| برنج قهوه‌ای دانه متوسط، پخته                  | ۷۷             |
| پاستای غنی شده، پخته شده همراه با نمک افزودنی | ۵۸             |
| پاستای غنی شده، پخته بدون نمک افزودنی         | ۵۸             |
| ماکارونی سبزیجات غنی شده، پخته                | ۵۰             |
| برنج سفید دانه بلند معمولی، غنی نشده، پخته    | ۴۳             |
| برنج سفید دانه بلند معمولی، غنی شده، پخته     | ۴۳             |
| بلغور، پخته                                   | ۴۰             |
| برنج سفید دانه متوسط، غنی نشده، پخته          | ۳۷             |
| برنج سفید دانه متوسط، غنی شده، پخته           | ۳۷             |
| برنج سفید دانه کوتاه، غنی نشده، پخته          | ۳۳             |
| برنج سفید دانه کوتاه، غنی شده، پخته           | ۳۳             |
| نودل برنج، پخته                               | ۲۰             |

## میوه
| ماده غذایی (۱۰۰ گرم)                                         | فسفر (میلی‌گرم) |
| ------------------------------------------------------------ | -------------- |
| نارگیل، قسمت گوشتی، خشکشده                                   | ۲۰۶            |
| نارگیل، قسمت گوشتی                                           | ۱۱۳            |
| تمر هندی                                                     | ۱۱۳            |
| انگورفرنگی سیاه                                              | ۵۹             |
| آووکادو                                                      | ۵۲             |
| دوریان                                                       | ۳۹             |
| توت                                                          | ۳۸             |
| انار                                                         | ۳۶             |
| کیوی سبز                                                     | ۳۴             |
| سرخالو                                                       | ۳۱             |
| تمشک                                                         | ۲۹             |
| ازگیل ژاپنی                                                  | ۲۷             |
| شلیل                                                         | ۲۶             |
| خیار با پوست                                                 | ۲۴             |
| توت‌فرنگی                                                     | ۲۴             |
| زردآلو                                                       | ۲۳             |
| عناب                                                         | ۲۳             |
| تمشک سیاه                                                    | ۲۲             |
| موز                                                          | ۲۲             |
| خیار بی‌پوست                                                  | ۲۱             |
| گیلاس شیرین                                                  | ۲۱             |
| هلو زرد                                                      | ۲۰             |
| نارنگی                                                       | ۲۰             |
| انگور قرمز یا سبز، (نوع اروپایی همانند انگور بیدانه تامپسون) | ۲۰             |
| کام‌کوات                                                      | ۱۹             |
| گریپ‌فروت صورتی و قرمز                                        | ۱۸             |
| لیموی شیراز                                                  | ۱۸             |
| به                                                           | ۱۷             |
| دارابی                                                       | ۱۷             |
| خرمالوی ژاپنی                                                | ۱۷             |
| لیموترش بدون پوست                                            | ۱۶             |
| آلو                                                          | ۱۶             |
| آلبالو                                                       | ۱۵             |
| گرمک                                                         | ۱۵             |
| انبه                                                         | ۱۴             |
| انجیر                                                        | ۱۴             |
| پرتقال                                                       | ۱۴             |
| بلوبری                                                       | ۱۲             |
| گلابی                                                        | ۱۲             |
| گلابی آسیایی                                                 | ۱۱             |
| سیب باپوست                                                   | ۱۱             |
| سیب بی‌پوست                                                   | ۱۱             |
| طالبی                                                        | ۱۱             |
| کرنبری                                                       | ۱۱             |
| هندوانه                                                      | ۱۱             |
| پاپایا                                                       | ۱۰             |
| آناناس                                                       | ۸              |
| گریپ‌فروت، سفید                                               | ۸              |
| زیتون کنسروی (اندازه زیتون کوچک تا خیلی بزرگ)                | ۳              |

## سبزی و صیفی جات
| ماده غذایی (۱۰۰ گرم)                                      | فسفر (میلی‌گرم) |
| --------------------------------------------------------- | -------------- |
| دانه ذرت زرد                                              | ۲۱۰            |
| جوانه عدس، خام                                            | ۱۷۳            |
| جوانه نخود فرنگی، خام                                     | ۱۶۵            |
| جوانه سویا، خام                                           | ۱۶۴            |
| دانه سویا سبز، پخته به روش آب‌پز                           | ۱۵۸            |
| جوانه عدس، پخته به روش سرخ شده سریع در روغن               | ۱۵۳            |
| سیر خام                                                   | ۱۵۳            |
| جوانه سویا، پخته به روش بخارپز                            | ۱۳۵            |
| قارچ پورتابلا، پخته به روش کبابی گریل شده                 | ۱۳۵            |
| لوبیا لیما، پخته به روش آب‌پز                              | ۱۳۰            |
| باقلا، پخته به روش آب‌پز                                   | ۱۲۵            |
| قارچ صدفی خام                                             | ۱۲۰            |
| نخود فرنگی سبز، پخته به روش آب‌پز                          | ۱۱۷            |
| قارچ شیتاکه خام                                           | ۱۱۲            |
| قارچ شیتاکه، پخته به روش سرخ شده سریع در روغن             | ۱۱۱            |
| سیب‌زمینی بدون پوست، پخته شده توسط مایکروویو با پوست       | ۱۰۹            |
| نخود فرنگی سبز خام                                        | ۱۰۸            |
| قارچ پورتابلا خام                                         | ۱۰۸            |
| قارچ سفید، پخته به روش سرخ شده سریع در روغن               | ۱۰۵            |
| جوانه لوبیای ناوی (سفید ریز)، پخته به روش آب‌پز            | ۱۰۳            |
| جوانه لوبیای ناوی (سفید ریز) خام                          | ۱۰۰            |
| باقلای نارس، خام                                          | ۹۵             |
| برگ مو                                                    | ۹۱             |
| کنگر فرنگی خام                                            | ۹۰             |
| ذرت شیرین زرد خام                                         | ۸۹             |
| قارچ سفید، پخته به روش آب‌پز                               | ۸۷             |
| قارچ سفید خام                                             | ۸۶             |
| کلم بروکلی راب، پخته شده                                  | ۸۲             |
| ذرت شیرین زرد، پخته به روش آب‌پز                           | ۷۷             |
| شاهی خام                                                  | ۷۶             |
| سیب‌زمینی سفید، پخته به روش تنوری با پوست                  | ۷۵             |
| نعناع فلفلی تازه                                          | ۷۳             |
| کنگرفرنگی، پخته به روش آب‌پز                               | ۷۳             |
| باقلای نارس، پخته به روش آب‌پز                             | ۷۳             |
| کلم بروکلی راب خام                                        | ۷۳             |
| سیب‌زمینی قرمز، پخته به روش تنوری با پوست                  | ۷۲             |
| سیب‌زمینی، پوست قهوه‌ای (Russet)، پخته به روش تنوری با پوست | ۷۱             |
| جوانه یونجه، خام                                          | ۷۰             |
| کلم فندقی خام                                             | ۶۹             |
| کلم بروکلی پخته به روش آب‌پز                               | ۶۷             |
| کلم بروکلی خام                                            | ۶۶             |
| رزماری تازه، برگ                                          | ۶۶             |
| شوید                                                      | ۶۶             |
| نعنای دشتی                                                | ۶۰             |
| شالت خام                                                  | ۶۰             |
| خردل چینی خام                                             | ۵۸             |
| جعفری تازه                                                | ۵۸             |
| ریحان تازه                                                | ۵۶             |
| اسفناج پخته به روش آب‌پز                                   | ۵۶             |
| کلم فندقی، پخته به روش آب‌پز                               | ۵۶             |
| سیب‌زمینی شیرین بدون پوست، پخته به روش تنوری با پوست       | ۵۴             |
| جوانه ماش خام                                             | ۵۴             |
| مارچوبه، پخته به روش آب‌پز                                 | ۵۴             |
| شلغم زرد خام                                              | ۵۳             |
| مارچوبه خام                                               | ۵۲             |
| سیب‌زمینی بدون پوست، پخته به روش تنوری                     | ۵۰             |
| اسفناج خام                                                | ۴۹             |
| سیب‌زمینی هندی، پخته به روش آب‌پز یا تنوری                  | ۴۹             |
| شاهی، پخته به روش آب‌پز                                    | ۴۸             |
| برگ گشنیز خام                                             | ۴۸             |
| برگ کاسنی (Chicory greens) خام                            | ۷۴             |
| برگ چغندر سوییسی خام                                      | ۴۶             |
| فلفل خیلی تند سبز خام                                     | ۴۶             |
| کلم قمری خام                                              | ۴۶             |
| کلم قمری، پخته به روش آب‌پز                                | ۴۵             |
| سیب‌زمینی بدون پوست، پخته به روش آب‌پز با پوست              | ۴۴             |
| گل کلم خام                                                | ۴۴             |
| فلفل خیلی تند قرمز خام                                    | ۴۳             |
| خردل چینی، پخته به روش آب‌پز                               | ۴۲             |
| برگ شلغم (Turnip greens) خام                              | ۴۲             |
| کلم ساوی خام                                              | ۴۲             |
| برگ چغندر خام                                             | ۴۱             |
| برگ چغندر (Beet greens)، پخته به روش آب‌پز                 | ۴۱             |
| شلغم زرد، پخته به روش آب‌پز                                | ۴۱             |
| سیب‌زمینی بدون پوست، پخته به روش آب‌پز                      | ۴۰             |
| چغندر (Beet)، پخته به روش آب‌پز                            | ۳۸             |
| گوجه‌فرنگی، پخته به روش خورشتی                             | ۳۸             |
| لوبیا سبز خام                                             | ۳۸             |
| کدو سبز، پخته به روش آب‌پز با پوست                         | ۳۷             |
| کلم‌برگ چینی (پاک‌چوی) خام                                  | ۳۷             |
| پیازچه خام                                                | ۳۷             |
| پیاز، پخته به روش آب‌پز                                    | ۳۵             |
| هویج خام                                                  | ۳۵             |
| تره‌فرنگی، خام                                             | ۳۵             |
| کلم ساوی، پخته به روش آب‌پز                                | ۳۳             |
| پیاز زرد تفت داده شده                                     | ۳۳             |
| برگ چغندر سوییسی، پخته به روش آب‌پز                        | ۳۳             |
| کلم‌پیچ، پخته به روش آب‌پز                                  | ۳۳             |
| کلم قرمز، پخته به روش آب‌پز                                | ۳۳             |
| کاهو باترهد (butterhead) خام                              | ۳۳             |
| گل کلم، پخته به روش آب‌پز                                  | ۳۲             |
| سیب‌زمینی شیرین، پخته به روش آب‌پز                          | ۳۲             |
| بامیه، پخته به روش آب‌پز                                   | ۳۲             |
| کولارد پخته به روش آب‌پز                                   | ۳۲             |
| کلم قرمز خام                                              | ۳۰             |
| کاهوی رومی خام                                            | ۳۰             |
| کدو تنبل، پخته به روش آب‌پز                                | ۳۰             |
| هویج، پخته به روش آب‌پز                                    | ۳۰             |
| پیاز خام                                                  | ۲۹             |
| برگ شلغم، پخته به روش آب‌پز                                | ۲۹             |
| قارچ شیتاکه پخته شده                                      | ۲۹             |
| کلم‌برگ چینی (پاک‌چوی)، پخته به روش آب‌پز                    | ۲۹             |
| کاهو برگ سبز (green leaf) خام                             | ۲۹             |
| لوبیا سبز، پخته به روش آب‌پز                               | ۲۹             |
| کوماتسونا خام                                             | ۲۸             |
| کاهو برگ قرمز (red leaf) خام                              | ۲۸             |
| جوانه ماش، پخته به روش آب‌پز                               | ۲۸             |
| گوجه‌فرنگی قرمز پخته                                       | ۲۸             |
| شلغم خام                                                  | ۲۷             |
| کلم‌پیچ خام                                                | ۲۶             |
| شلغم، پخته به روش آب‌پز                                    | ۲۶             |
| فلفل دلمه‌ای قرمز خام                                      | ۲۶             |
| کرفس، پخته به روش آب‌پز                                    | ۲۵             |
| کولارد خام                                                | ۲۵             |
| کرفس خام                                                  | ۲۴             |
| ترب سفید پخته به روش آب‌پز                                 | ۲۴             |
| گوجه‌فرنگی قرمز خام                                        | ۲۴             |
| فلفل دلمه‌ای قرمز، تفت داده شده                            | ۲۳             |
| ترب سفید خام                                              | ۲۳             |
| کاهو آیس‌برگ (icebearg) خام                                | ۲۰             |
| تربچه خام                                                 | ۲۰             |
| فلفل دلمه‌ای سبز خام                                       | ۲۰             |
| فلفل دلمه‌ای سبز، پخته به روش آب‌پز                         | ۱۸             |
| کوماتسونا، پخته به روش آب‌پز                               | ۱۸             |
| تره‌فرنگی، پخته به روش آب‌پز                                | ۱۷             |
| فلفل دلمه‌ای سبز، تفت داده شده                             | ۱۵             |
| بادنجان، پخته به روش آب‌پز                                 | ۱۵             |
| ریواس خام                                                 | ۱۴             |

## نان
| ماده غذایی (۱۰۰ گرم)               | فسفر (میلی‌گرم) |
| ---------------------------------- | -------------- |
| تورتیا گندم کامل                   | ۳۴۶            |
| گندم کامل کارخانه‌ای، برشته شده     | ۳۰۳            |
| گندم کامل کارخانه‌ای                | ۳۱۲            |
| پومپرنیکل، برشته شده               | ۱۹۵            |
| گندم، برشته شده                    | ۱۸۸            |
| سبوس گندم                          | ۱۸۵            |
| پیتا گندم کامل                     | ۱۸۰            |
| پومپرنیکل                          | ۱۷۸            |
| سبوس برنج                          | ۱۷۸            |
| سبوس جو                            | ۱۴۱            |
| چاودار، برشته شده                  | ۱۳۸            |
| جو دوسر، برشته شده                 | ۱۳۷            |
| گندم                               | ۱۲۹            |
| جو دوسر                            | ۱۲۶            |
| فرانسوی (دارای خمیرترش)، برشته شده | ۱۲۶            |
| چاودار                             | ۱۲۵            |
| سبوس جو، برشته شده                 | ۱۱۶            |
| بیگل سبوس جو                       | ۱۱۰            |
| فرانسوی (دارای خمیرترش)            | ۱۰۵            |
| بیگل دارچین و کشمش                 | ۱۰۰            |
| پیتا، سفید، غنی نشده               | ۹۷             |
| بیگل تخم مرغی                      | ۸۴             |

## ادویه
| ماده غذایی (۱۰۰ گرم) | فسفر (میلی‌گرم) |
| -------------------- | -------------- |
| دانه زیره سیاه       | ۵۶۸            |
| شوید، خشک‌شده         | ۵۴۳            |
| دانه زیره سبز        | ۴۹۹            |
| برگ گشنیز، خشک‌شده    | ۴۸۱            |
| جعفری، خشک‌شده        | ۴۳۶            |
| پودر سیر             | ۴۱۴            |
| پودر کاری            | ۳۶۷            |
| پاپریکا              | ۳۱۴            |
| ترخون، خشک‌شده        | ۳۱۳            |
| مرزنگوش، خشک‌شده      | ۳۰۶            |
| پودر زردچوبه         | ۲۹۹            |
| فلفل قرمز            | ۲۹۳            |
| نعنای دشتی، خشک‌شده   | ۲۷۶            |
| ریحان، خشک‌شده        | ۲۷۴            |
| زعفران               | ۲۵۲            |
| پودر جوز هندی        | ۲۱۳            |
| آویشن، خشک‌شده        | ۲۰۱            |
| هل                   | ۱۷۸            |
| فلفل سفید            | ۱۷۶            |
| پودر زنجبیل          | ۱۶۸            |
| فلفل سیاه            | ۱۵۸            |
| برگ‌بو، خشک‌شده        | ۱۱۳            |
| پودر میخک            | ۱۰۴            |
| رزماری، خشک‌شده       | ۷۰             |
| پودر دارچین          | ۶۴             |

## آبزیان
| ماده غذایی (۱۰۰ گرم)                                    | فسفر (میلی‌گرم) |
| ------------------------------------------------------- | -------------- |
| کپور، پخته تحت حرارت خشک                                | ۵۳۱            |
| ساردین آتلانتیک، کنسرو در روغن، بااستخوان               | ۴۹۰            |
| سالمون جویبار، پخته تحت حرارت خشک                       | ۳۷۱            |
| خاویار، سیاه و قرمز، دانه‌دانه                           | ۳۵۶            |
| صدف دوکفه‌ای، پخته تحت حرارت مرطوب، با ادویه مخلوط شده   | ۳۳۸            |
| تن زرد باله، پخته تحت حرارت خشک                         | ۳۳۳            |
| سالمون کوهو پرورشی، پخته تحت حرارت خشک                  | ۳۳۲            |
| تن باله آبی، پخته تحت حرارت خشک                         | ۳۲۶            |
| سالمون کوهو وحشی (غیر پرورشی)، پخته تحت حرارت خشک       | ۳۲۲            |
| سالمون صورتی، پخته تحت حرارت خشک                        | ۳۱۳            |
| تن نوع لایت، کنسرو شده در روغن                          | ۳۱۱            |
| کفشک‌ماهی (گونه‌های کفشک و ماهی حلوا)، پخته تحت حرارت خشک | ۳۰۹            |
| میگو، پخته تحت حرارت مرطوب، با ادویه مخلوط شده          | ۳۰۶            |
| شمشیرماهی، پخته تحت حرارت خشک                           | ۳۰۴            |
| شاه‌ماهی اطلسی، پخته تحت حرارت خشک                       | ۳۰۳            |
| سالمون کوهو، وحشی (غیر پرورشی)، پخته تحت حرارت مرطوب    | ۲۹۸            |
| سیمین‌ماهی رنگین‌کمان، پخته تحت حرارت خشک                 | ۲۹۵            |
| لوزی‌ماهی اطلس، پخته تحت حرارت خشک                       | ۲۸۷            |
| هوور مسقطی، پخته تحت حرارت خشک                          | ۲۸۵            |
| ذغال ماهی آتلانتیک، پخته تحت حرارت خشک                  | ۲۸۳            |
| حلزون خام                                               | ۲۸۲            |
| اردک‌ماهی شمالی، پخته تحت حرارت خشک                      | ۲۸۲            |
| خرچنگ آلاسکا کینگ (Alaska king)، پخته تحت حرارت مرطوب   | ۲۸۰            |
| روغن‌ماهی کوچک، پخته تحت حرارت خشک                       | ۲۷۸            |
| ماهی خال‌خالی، پخته تحت حرارت خشک                        | ۲۷۸            |
| خاویاری، پخته تحت حرارت خشک، با ادویه مخلوط شده         | ۲۷۱            |
| قزل‌آلای رنگین‌کمان پرورشی، پخته تحت حرارت خشک            | ۲۷۰            |
| قزل‌آلای رنگین‌کمان وحشی (غیر پرورشی)، پخته تحت حرارت خشک | ۲۶۹            |
| تن، سفید، کنسرو شده در روغن                             | ۲۶۷            |
| سالمون آتلانتیک، وحشی (غیر پرورشی)، پخته تحت حرارت خشک  | ۲۵۶            |
| خارماهی نواری، پخته تحت حرارت خشک                       | ۲۵۴            |
| سالمون آتلانتیک، پرورشی، پخته تحت حرارت خشک             | ۲۵۲            |
| کفال راه‌راه (کفال خاکستری)، پخته تحت حرارت خشک          | ۲۴۴            |
| خوش‌گوشت، پخته تحت حرارت خشک                             | ۲۳۷            |
| کاشی‌ماهی، پخته تحت حرارت خشک                            | ۲۳۶            |
| شوریده اطلسی، سرخ شده با لایه آرد                       | ۲۱۷            |
| شبدیزماهی، پخته تحت حرارت خشک                           | ۲۱۵            |
| تیلاپیا، پخته تحت حرارت خشک                             | ۲۰۴            |
| سرخو، با ادویه مخلوط شده، پخته تحت حرارت خشک            | ۲۰۱            |
| صدف چروک شرقی، وحشی (غیر پرورشی)، پخته تحت حرارت مرطوب  | ۱۹۴            |
| لابستر شمالی، پخته تحت حرارت مرطوب                      | ۱۸۵            |
| خرچنگ دانجنس، پخته تحت حرارت مرطوب                      | ۱۷۵            |
| صدف چروک شرقی، وحشی (غیر پرورشی)، پخته تحت حرارت خشک    | ۱۵۰            |
| هامور، پخته تحت حرارت خشک، با ادویه مخلوط شده           | ۱۴۳            |
| حلزون خام                                               | ۱۴۱            |
| کاد آتلانتیک، پخته تحت حرارت خشک                        | ۱۳۸            |
| خرچنگ کوئین (queen)، پخته تحت حرارت مرطوب               | ۱۲۸            |
| صدف چروک شرقی، پرورشی، پخته تحت حرارت خشک               | ۱۱۵            |

## گاو
| ماده غذایی (۱۰۰ گرم)                                                                       | فسفر (میلی‌گرم) |
| ------------------------------------------------------------------------------------------ | -------------- |
| جگر، پخته به روش تفت‌آب‌پزی                                                                  | ۴۹۷            |
| جگر، پخته به روش سرخ‌شده در تابه                                                            | ۴۸۵            |
| مغز، پخته به روش سرخ‌شده در تابه                                                            | ۳۸۶            |
| مغز، پخته به روش آرام‌پز                                                                    | ۳۳۵            |
| قلوه، پخته به روش آرام‌پز                                                                   | ۳۰۴            |
| کمر، استیک فیله، بدون استخوان، بدون چربی قابل دید، تمام گریدها، پخته به روش کبابی گریل شده | ۲۸۵            |
| قلوه‌گاه، استیک، بدون چربی قابل دید، پخته به روش تفت‌آب‌پزی                                   | ۲۶۷            |
| کمر، استیک فیله، بدون استخوان، با چربی قابل دید، تمام گریدها، پخته به روش کبابی گریل شده   | ۲۵۷            |
| قلوه‌گاه، استیک، با چربی قابل دید، پخته به روش تفت‌آب‌پزی                                     | ۲۵۶            |
| دل، پخته به روش آرام‌پز                                                                     | ۲۵۴            |
| تاپ سیرلوین، استیک، بدون چربی قابل دید، پخته با حرارت مستقیم                               | ۲۴۴            |
| سرسینه کامل، بدون چربی قابل دید، تمام گریدها، پخته به روش تفت‌آب‌پزی                         | ۲۴۱            |
| دنده، دنده‌های کوتاه، بدون چربی قابل دید، پخته به روش تفت‌آب‌پزی                              | ۲۳۵            |
| تاپ سیرلوین، استیک، با چربی قابل دید، پخته با حرارت مستقیم                                 | ۲۲۹            |
| قلوه‌گاه، استیک، بدون چربی قابل دید، پخته با حرارت مستقیم                                   | ۲۲۶            |
| سرسینه کامل، با چربی قابل دید، تمام گریدها، پخته به روش تفت‌آب‌پزی                           | ۲۱۶            |
| بالاران، قسمت پایین، استیک، بدون چربی قابل دید، تمام گریدها، پخته به روش تفت‌آب‌پزی          | ۲۱۴            |
| بالاران، قسمت پایین، استیک، با چربی قابل دید، تمام گریدها، پخته به روش تفت‌آب‌پزی            | ۲۰۸            |
| گردن، زیر کتف، بدون استخوان، با چربی قابل دید، تمام گریدها، پخته به روش کبابی گریل شده     | ۲۰۲            |
| قلوه‌گاه، استیک، با چربی قابل دید، پخته با حرارت مستقیم                                     | ۲۰۱            |
| چرخکرده، فرم همبرگری، ۷۰ درصد گوشت ۳۰ درصد چربی، پخته با حرارت مستقیم                      | ۱۸۵            |
| جگر سفید، پخته به روش تفت‌آب‌پزی                                                             | ۱۷۸            |
| بالاران، قسمت پایین، بدون چربی قابل دید، تمام گریدها، پخته به روش برشته‌پزی                 | ۱۷۶            |
| بالاران، قسمت پایین، با چربی قابل دید، تمام گریدها، پخته به روش برشته‌پزی                   | ۱۷۱            |
| دنده، دنده‌های کوتاه، با چربی قابل دید، پخته به روش تفت‌آب‌پزی                                | ۱۶۲            |
| زبان، پخته به روش آرام‌پز                                                                   | ۱۴۵            |

## گوساله
| ماده غذایی (۱۰۰ گرم)                                                                  | فسفر (میلی‌گرم) |
| ------------------------------------------------------------------------------------- | -------------- |
| جگر، پخته به روش سرخ‌شده در تابه                                                       | ۴۸۳            |
| جگر، پخته به روش تفت‌آب‌پزی                                                             | ۴۶۰            |
| مغز، پخته به روش سرخ‌شده در تابه                                                       | ۴۳۴            |
| مغز، پخته به روش تفت‌آب‌پزی                                                             | ۳۸۵            |
| قلوه، پخته به روش تفت‌آب‌پزی                                                            | ۳۷۲            |
| پا (بخش داخلی پای عقب)، بدون چربی قابل دید، پخته به روش سرخ شده در تابه (سوخاری نشده) | ۲۹۰            |
| پا (بخش داخلی پای عقب)، با چربی قابل دید، پخته به روش سرخ شده در تابه (سوخاری نشده)   | ۲۷۹            |
| شانه، بازو، بدون چربی قابل دید، پخته به روش تفت‌آب‌پزی                                  | ۲۷۶            |
| شانه، بازو، با چربی قابل دید، پخته به روش تفت‌آب‌پزی                                    | ۲۶۳            |
| شانه کامل (بازو و کتف)، بدون چربی قابل دید، پخته به روش تفت‌آب‌پزی                      | ۲۶۰            |
| راسته، بدون چربی قابل دید، پخته به روش تفت‌آب‌پزی                                       | ۲۵۹            |
| پا (بخش داخلی پای عقب)، بدون چربی قابل دید، پخته به روش تفت‌آب‌پزی                      | ۲۵۲            |
| شانه، کتف، بدون چربی قابل دید، پخته به روش تفت‌آب‌پزی                                   | ۲۵۲            |
| شانه کامل (بازو و کتف)، باچربی قابل دید، پخته به روش تفت‌آب‌پزی                         | ۲۵۰            |
| دل، پخته به روش تفت‌آب‌پزی                                                              | ۲۵۰            |
| پا (بخش داخلی پای عقب)، با چربی قابل دید، پخته به روش تفت‌آب‌پزی                        | ۲۴۹            |
| شانه، کتف، با چربی قابل دید، پخته به روش تفت‌آب‌پزی                                     | ۲۴۴            |
| راسته، با چربی قابل دید، پخته به روش تفت‌آب‌پزی                                         | ۲۴۳            |
| کمر، بدون چربی قابل دید، پخته به روش تفت‌آب‌پزی                                         | ۲۳۷            |
| پا (بخش داخلی پای عقب)، بدون چربی قابل دید، پخته به روش برشته‌پزی                      | ۲۳۶            |
| پا (بخش داخلی پای عقب)، با چربی قابل دید، پخته به روش برشته‌پزی                        | ۲۳۴            |
| جگر سفید، پخته به روش تفت‌آب‌پزی                                                        | ۲۳۲            |
| راسته، بدون چربی قابل دید، پخته به روش برشته‌پزی                                       | ۲۳۱            |
| چرخکرده، پخته به روش سرخ‌شده در تابه                                                   | ۲۳۱            |
| ماهیچه (جلو و عقب)، بدون چربی قابل دید، پخته به روش تفت‌آب‌پزی                          | ۲۲۸            |
| شانه، بازو، بدون چربی قابل دید، پخته به روش برشته‌پزی                                  | ۲۲۶            |
| ماهیچه (جلو و عقب)، با چربی قابل دید، پخته به روش تفت‌آب‌پزی                            | ۲۲۵            |
| راسته، با چربی قابل دید، پخته به روش برشته‌پزی                                         | ۲۲۳            |
| کمر، بدون چربی قابل دید، پخته به روش برشته‌پزی                                         | ۲۲۲            |
| شانه، بازو، با چربی قابل دید، پخته به روش برشته‌پزی                                    | ۲۲۱            |
| کمر، با چربی قابل دید، پخته به روش تفت‌آب‌پزی                                           | ۲۲۰            |
| دنده، بدون چربی قابل دید، پخته به روش تفت‌آب‌پزی                                        | ۲۱۸            |
| شانه کامل (بازو و کتف)، بدون چربی قابل دید، پخته به روش برشته‌پزی                      | ۲۱۸            |
| چرخکرده، پخته با حرارت مستقیم                                                         | ۲۱۷            |
| شانه کامل (بازو و کتف)، با چربی قابل دید، پخته به روش برشته‌پزی                        | ۲۱۵            |
| شانه، کتف، بدون چربی قابل دید، پخته به روش برشته‌پزی                                   | ۲۱۵            |
| کمر، با چربی قابل دید، پخته به روش برشته‌پزی                                           | ۲۱۲            |
| شانه، کتف، با چربی قابل دید، پخته به روش برشته‌پزی                                     | ۲۱۲            |
| دنده، با چربی قابل دید، پخته به روش تفت‌آب‌پزی                                          | ۲۱۰            |
| سینه کامل، بدون استخوان، بدون چربی قابل دید، پخته به روش تفت‌آب‌پزی                     | ۲۰۸            |
| دنده، بدون چربی قابل دید، پخته به روش برشته‌پزی                                        | ۲۰۷            |
| دنده، با چربی قابل دید، پخته به روش برشته‌پزی                                          | ۱۹۷            |
| سینه کامل، بدون استخوان، با چربی قابل دید، پخته به روش تفت‌آب‌پزی                       | ۱۹۱            |
| زبان، پخته به روش تفت‌آب‌پزی                                                            | ۱۶۶            |

## بره
| ماده غذایی (۱۰۰ گرم)                                                              | فسفر (میلی‌گرم) |
| --------------------------------------------------------------------------------- | -------------- |
| مغز، سرخ‌شده در تابه                                                               | ۴۹۵            |
| جگر، سرخ‌شده در تابه                                                               | ۴۲۷            |
| جگر، پخته به روش تفت‌آب‌پزی                                                         | ۴۲۰            |
| مغز، پخته به روش تفت‌آب‌پزی                                                         | ۳۳۷            |
| قلوه، پخته به روش تفت‌آب‌پزی                                                        | ۲۹۰            |
| دل، پخته به روش تفت‌آب‌پزی                                                          | ۲۵۴            |
| شانه، بازو، بدون چربی قابل دید، پخته به روش تفت‌آب‌پزی                              | ۲۳۲            |
| کمر، بدون چربی قابل دید، پخته با حرارت مستقیم                                     | ۲۲۶            |
| تکه مکعبی برای خورش یا کباب (پا و شانه)، بدون چربی قابل دید، پخته با حرارت مستقیم | ۲۲۴            |
| شانه، بازو، بدون چربی قابل دید، پخته با حرارت مستقیم                              | ۲۱۹            |
| شانه کامل (بازو و کتف)، بدون چربی قابل دید، پخته با حرارت مستقیم                  | ۲۱۷            |
| شانه، کتف، بدون چربی قابل دید، پخته با حرارت مستقیم                               | ۲۱۶            |
| دنده، بدون چربی قابل دید، پخته با حرارت مستقیم                                    | ۲۱۳            |
| پا کامل (ران پای جلو و راسته)، بدون چربی قابل دید، پخته به روش برشته‌پزی           | ۲۰۶            |
| کمر، بدون چربی قابل دید، پخته به روش برشته‌پزی                                     | ۲۰۶            |
| شانه، بازو، با چربی قابل دید، پخته به روش تفت‌آب‌پزی                                | ۲۰۶            |
| تکه مکعبی برای خورش یا کباب (پا و شانه)، بدون چربی قابل دید، پخته به روش تفت‌آب‌پزی | ۲۰۵            |
| شانه کامل، بدون چربی قابل دید، پخته به روش تفت‌آب‌پزی                               | ۲۰۵            |
| شانه، بازو، بدون چربی قابل دید، پخته به روش برشته‌پزی                              | ۲۰۲            |
| شانه، کتف، بدون چربی قابل دید، پخته به روش تفت‌آب‌پزی                               | ۲۰۲            |
| چرخکرده، پخته با حرارت مستقیم                                                     | ۲۰۱            |
| شانه کامل (کتف و بازو)، بدون چربی قابل دید، پخته به روش برشته‌پزی                  | ۲۰۰            |
| شانه، کتف، بدون چربی قابل دید، پخته به روش برشته‌پزی                               | ۱۹۹            |
| شانه کامل، با چربی قابل دید، پخته با حرارت مستقیم                                 | ۱۹۸            |
| شانه، کتف، با چربی قابل دید، پخته با حرارت مستقیم                                 | ۱۹۸            |
| شانه، بازو، با چربی قابل دید، پخته با حرارت مستقیم                                | ۱۹۷            |
| کمر، با چربی قابل دید، پخته با حرارت مستقیم                                       | ۱۹۶            |
| دنده، بدون چربی قابل دید، پخته به روش برشته‌پزی                                    | ۱۹۵            |
| پا کامل (ران پای جلو و راسته)، با چربی قابل دید، پخته به روش برشته‌پزی             | ۱۹۱            |
| جگر سفید، پخته به روش تفت‌آب‌پزی                                                    | ۱۸۸            |
| شانه کامل، با چربی قابل دید، پخته به روش تفت‌آب‌پزی                                 | ۱۸۶            |
| شانه، کتف، با چربی قابل دید، پخته به روش تفت‌آب‌پزی                                 | ۱۸۵            |
| شانه کامل (کتف و بازو)، با چربی قابل دید، پخته به روش برشته‌پزی                    | ۱۸۴            |
| شانه، بازو، با چربی قابل دید، پخته به روش برشته‌پزی                                | ۱۸۳            |
| شانه، کتف، با چربی قابل دید، پخته به روش برشته‌پزی                                 | ۱۸۳            |
| کمر، با چربی قابل دید، پخته به روش برشته‌پزی                                       | ۱۸۰            |
| دنده، با چربی قابل دید، پخته با حرارت مستقیم                                      | ۱۷۸            |
| ران پای جلو، بدون چربی قابل دید، پخته به روش تفت‌آب‌پزی                             | ۱۷۵            |
| دنده، با چربی قابل دید، پخته به روش برشته‌پزی                                      | ۱۶۶            |
| ران پای جلو، با چربی قابل دید، پخته به روش تفت‌آب‌پزی                               | ۱۶۶            |
| زبان، پخته به روش تفت‌آب‌پزی                                                        | ۱۳۴            |

## مرغ
| ماده غذایی (۱۰۰ گرم)                                                                   | فسفر (میلی‌گرم) |
| -------------------------------------------------------------------------------------- | -------------- |
| جگر، آرام‌پز                                                                            | ۴۰۵            |
| سینه، فقط گوشت، جوجه گوشتی یا مرغ جوان مناسب سرخ کردن، پخته، سرخ‌شده                    | ۲۴۶            |
| سینه، فقط گوشت، جوجه گوشتی، پخته به روش باربیکیو با جوجه‌گردان                          | ۲۴۶            |
| سینه با پوست، جوجه گوشتی یا مرغ جوان مناسب سرخ کردن، پخته، سرخ شده با روکش آرد         | ۲۳۳            |
| مغز ران، فقط گوشت، جوجه گوشتی یا مرغ جوان مناسب سرخ کردن، پخته به روش برشته‌پزی         | ۲۳۰            |
| سینه، فقط گوشت، جوجه گوشتی یا مرغ جوان مناسب سرخ کردن، پخته به روش برشته‌پزی            | ۲۲۸            |
| مغز ران با پوست، جوجه گوشتی یا مرغ جوان مناسب سرخ کردن، پخته به روش برشته‌پزی           | ۲۱۶            |
| ران کامل، فقط گوشت، جوجه گوشتی یا مرغ جوان مناسب سرخ کردن، پخته به روش برشته‌پزی        | ۲۰۵            |
| ران کامل با پوست، جوجه گوشتی یا مرغ جوان مناسب سرخ کردن، پخته به روش برشته‌پزی          | ۲۰۲            |
| مغز ران، فقط گوشت، جوجه گوشتی یا مرغ جوان مناسب سرخ کردن، پخته، سرخ شده                | ۱۹۹            |
| دل، آرام‌پز                                                                             | ۱۹۹            |
| ساق ران با پوست، جوجه گوشتی یا مرغ جوان مناسب سرخ کردن، پخته به روش برشته‌پزی           | ۱۹۵            |
| ران کامل، فقط گوشت، جوجه گوشتی یا مرغ جوان مناسب سرخ کردن، پخته، سرخ شده               | ۱۹۳            |
| سنگدان، آرام‌پز                                                                         | ۱۸۹            |
| مغز ران با پوست، جوجه گوشتی یا مرغ جوان مناسب سرخ کردن، پخته، سرخ شده با روکش آرد      | ۱۸۷            |
| سینه با پوست، جوجه گوشتی یا مرغ جوان مناسب سرخ کردن، پخته، سرخ شده با روکش خمیرابه     | ۱۸۵            |
| ران کامل با پوست، جوجه گوشتی یا مرغ جوان مناسب سرخ کردن، پخته، سرخ شده با روکش آرد     | ۱۸۲            |
| ساق ران با پوست، جوجه گوشتی یا مرغ جوان مناسب سرخ کردن، پخته، سرخ شده با روکش آرد      | ۱۷۶            |
| بال، فقط گوشت، جوجه گوشتی یا مرغ جوان مناسب سرخ کردن، پخته به روش برشته‌پزی             | ۱۶۶            |
| سینه، فقط گوشت، جوجه گوشتی یا مرغ جوان مناسب سرخ کردن، پخته به روش خورش                | ۱۶۵            |
| بال، فقط گوشت، جوجه گوشتی یا مرغ جوان مناسب سرخ کردن، پخته، سرخ شده                    | ۱۶۴            |
| سینه با پوست، جوجه گوشتی یا مرغ جوان مناسب سرخ کردن، پخته به روش خورش                  | ۱۵۶            |
| مغز ران با پوست، جوجه گوشتی یا مرغ جوان مناسب سرخ کردن، پخته، سرخ شده با روکش خمیرابه  | ۱۵۵            |
| ران کامل با پوست، جوجه گوشتی یا مرغ جوان مناسب سرخ کردن، پخته، سرخ شده با روکش خمیرابه | ۱۵۲            |
| بال با پوست، جوجه گوشتی یا مرغ جوان مناسب سرخ کردن، پخته، سرخ شده با روکش آرد          | ۱۵۰            |
| ران کامل، فقط گوشت، جوجه گوشتی یا مرغ جوان مناسب سرخ کردن، پخته به روش خورش            | ۱۴۹            |
| مغز ران، فقط گوشت، جوجه گوشتی یا مرغ جوان مناسب سرخ کردن، پخته به روش خورش             | ۱۴۹            |
| ساق ران با پوست، جوجه گوشتی یا مرغ جوان مناسب سرخ کردن، پخته، سرخ شده با روکش خمیرابه  | ۱۴۷            |
| بال با پوست، جوجه گوشتی یا مرغ جوان مناسب سرخ کردن، پخته به روش برشته‌پزی               | ۱۴۷            |
| ساق ران با پوست، جوجه گوشتی یا مرغ جوان مناسب سرخ کردن، پخته به روش خورش               | ۱۴۱            |
| ران کامل با پوست، جوجه گوشتی یا مرغ جوان مناسب سرخ کردن، پخته به روش خورش              | ۱۳۹            |
| مغز ران با پوست، جوجه گوشتی یا مرغ جوان مناسب سرخ کردن، پخته به روش خورش               | ۱۳۹            |
| بال با پوست، جوجه گوشتی یا مرغ جوان مناسب سرخ کردن، پخته، سرخ شده با روکش خمیرابه      | ۱۲۱            |
| بال با پوست، جوجه گوشتی یا مرغ جوان مناسب سرخ کردن، پخته به روش خورش                   | ۱۲۱            |

## ماکیان (به غیر از مرغ)
| ماده غذایی (۱۰۰ گرم)                             | فسفر (گرم) |
| ------------------------------------------------ | ---------- |
| بوقلمون، جگر، پخته به روش آرام‌پز                 | ۳۱۲        |
| غاز اهلی، گوشت، پخته به روش برشته‌پزی             | ۳۰۹        |
| شترمرغ، قسمت صدفی، پخته                          | ۲۸۱        |
| بلدرچین                                          | ۲۷۹        |
| غاز اهلی، گوشت و پوست، پخته به روش برشته‌پزی      | ۲۷۰        |
| بوقلمون، چرخ‌کرده، پخته                           | ۲۵۴        |
| شترمرغ، قسمت استریپ بیرونی، پخته                 | ۲۵۴        |
| شترمرغ، قسمت استریپ (strip) داخلی، پخته          | ۲۵۳        |
| شترمرغ، قسمت تیپ (tip) با حذف چربی‌ها، پخته       | ۲۵۱        |
| شترمرغ، قسمت تاپ لوین، پخته                      | ۲۴۵        |
| شترمرغ، قسمت داخلی پا، پخته                      | ۲۴۴        |
| قرقاول، پخته                                     | ۲۴۲        |
| بوقلمون، دل، پخته به روش آرام‌پز                  | ۲۴۱        |
| بوقلمون، گوشت سفید، پخته به روش برشته‌پزی         | ۲۳۰        |
| بوقلمون، سینه، گوشت و پوست، پخته به روش برشته‌پزی | ۲۱۰        |
| مرغابی اهلی، گوشت، پخته به روش برشته‌پزی          | ۲۰۳        |
| بوقلمون، پا، گوشت و پوست، پخته به روش برشته‌پزی   | ۱۹۹        |
| بوقلمون، بال، گوشت و پوست، پخته به روش برشته‌پزی  | ۱۹۷        |
| بوقلمون، سنگدان، پخته به روش آرام‌پز              | ۱۸۷        |
| مرغابی اهلی، گوشت و پوست، پخته به روش برشته‌پزی   | ۱۵۶        |